# Конфреза
Конфреза (порт. Confresa) — муниципалитет в Бразилии, входит в штат Мату-Гросу. Составная часть мезорегиона Северо-восток штата Мату-Гроссу. Входит в экономико-статистический микрорегион Норти-Арагуая. Население составляет 29 916 человек на 2006 год. Занимает площадь 5819,73 км². Плотность населения — 5 чел./км².
Праздник города — 20 декабря.

## История
Город основан 20 декабря 1993 года. 

## Статистика
- Валовой внутренний продукт на 2005 год составляет 137 630 250,00 реалов (данные: Бразильский институт географии и статистики).
- Валовой внутренний продукт на душу населения на 2005 год составляет 6553,82 реала (данные: Бразильский институт географии и статистики).
- Индекс развития человеческого потенциала на 2000 год составляет 0,737 (данные: Программа развития ООН).